# باتريك كريغ وولش
باتريك كريج والش (من مواليد 13 فبراير 1938 في أكرون، أوهايو) هو طبيب وجراح مسالك بولية أمريكي.
درس والش الطب في جامعة كيس ويسترن ريزيرف ، حيث أمضى أربع سنوات في مختبر أبحاث جراحة القلب والأوعية الدموية التابع لكلود بيك. حصل على إقامته في مستشفى بيتر بنت بريغهام في بوسطن (تدريب لمدة ثلاث سنوات) وفي جامعة كاليفورنيا ، لوس أنجلوس ( تخصص في جراحة المسالك البولية ، مع أمراض الغدد الصماء في المسالك البولية ). ثم أمضى عامين في الخدمة العسكرية في المستشفى البحري في سان دييغو . ثم قضى عاما في مدرسة تكساس ساوث ويسترن الطبي في دالاس مع جان ويلسون، والذي وصفه لأول مرة مرض وراثي 5 ألفا متلازمة نقص اختزال ومعه وجدت تضخم في البروستاتا في الكلاب عن طريق إدارة هرمونيمكن أن تحفز. في عام 1974 أصبح أستاذًا في معهد جيمس بوكانان برادي لطب المسالك البولية في جامعة جونز هوبكنز .
قام بتطوير عملية استئصال البروستاتا الجذري خلف العانة (RRP) لسرطان البروستاتا مع (إن أمكن) حماية الأعصاب والحفاظ على الانتصاب. إنه إجراء جراحي قياسي.

## الجوائز
في عام 1970 و 1974، تلقت والش الجائزة الأولى لل بحوث مختبر من ل جمعية المسالك البولية الأمريكية، وعام 1978 في جائزة منظار المثانة الذهب و جائزة يوجين فولر . في عام 1996 حصل على جائزة Kettering وفي عام 2007 على جائزة König Faisal في الطب. في 2012 حصل على جائزة أموري ل في الأكاديمية الأمريكية للفنون والعلوم .

## من أعماله
في عام 1980 كان رئيس تحرير كتاب كامبل لأمراض المسالك البولية وهو محرر مشارك لمجلة جراحة المسالك البولية .